# Ревич, Юрий Александрович
Юрий Александрович Ревич (род. 28 августа 1991, Москва) — австрийский скрипач. Молодой Артист года 2016 (ECHO Klassik), Молодой Артист года 2015 (International Classical Music Awards). 
Ученик Галины Турчаниновой, с 2005 по 2009 г. — Виктора Пикайзена. В 2009 г. поступил в Венскую Консерваторию в класс профессора П. Верникова. 
Концертирует в разных странах мира. 
По сообщению телеканала ТВЦ, французский скрипичный мастер Алан Карбонар, вдохновлённый игрой юного музыканта, сделал для него именную скрипку.
Лауреат Первой премии Фонда Гузика. По высказанному ещё в 2001 году мнению журналистки Натальи Колесовой,

в его исполнении «Баскского каприччио» Сарасате звучал драматизм, страсть и мужественная строгость. Блестящая игра молодого исполнителя лишний раз доказала, что в мире музыки зрелость приходит не с возрастом, а отзывается на глубину чувств.

В мае 2009 года дебютировал в нью-йоркском Карнеги-холле с последующими дебютами в Ла Скале, Мюзикферайне и Тонхалле в Цюрихе. 
Основал свой 1-й Международный Концертный Цикл «Friday Nights with Yury Revich» в Вене.

## Биография
Юрий Ревич является лауреатом международных конкурсов. Записал сольные диски на немецком лейбле ARS с русской музыкой, на Sony Classical, на Odradek Records и OnePoint.fm в 2013 году. 
В ротациях европейских и американских радио и тв станций можно услышать записи и концерты скрипача. Сольные, камерные, и концерты с оркестром Юрия проходят в нью-йоркском Carnegie Hall, Zurich Tonhalle, Teatro Alla Scala в Милане, в Канаде (Glenn Gould Studio, Торонто), Мюних Гаштайг, Австрии (Мюзикферайн), Сербии (Коларац Зал), Франции (Театр Буффе дю Норд), Италии, Германии, Швеции, Дании, Литве, Норвегии, Финляндии, Израиле и во многих других странах Европы, Ближнего Востока, Северной и Южной Африки, Азии. Выступает во многих залах Москвы, в том числе во всех залах Московской консерватории, Московском международном Доме музыки, Концертном зале им. П. И. Чайковского. 
Юрий Ревич родился в 1991 году в Москве и начал заниматься игрой на скрипке в возрасте 5 лет. 
В 7 лет он поступил в Центральную музыкальную школу при Московской государственной консерватории в класс заслуженного деятеля искусств РФ Г. С. Турчаниновой. С 2005 Юрий Ревич обучался у Народного артиста России, профессора В. А. Пикайзена. Принимал участие в мастер-классах М. Ростроповича, М. Венгерова, Ю. Рахлина, Л. Исакадзе, Д. Ситковецкого, З. Брона, П. Франка, Х. Шунка, Р. Ноделя, М. Гайслера. С 2009 занимается с проф. П. Верниковым в Венской Консерватории и проф. В. Вороной в Москве. 
Юрий Ревич участвует во многих международных фестивалях, среди которых: Вербье Фестиваль, Фестиваль Радио Франции в Монтпелье, Гштад Фестиваль в Швейцарии, Римский Фестиваль Камерной Музыки, Ростропович Фестиваль в Баку, Фестиваль Лианы Исакадзе в Батуми (Грузия), Фестиваль Спивакова в Кольмаре, Фестиваль Николая Петрова «Кремль музыкальный», «Весна в России», «Радио Орфей» представляет", Фестиваль Любови Казарновской, Музыкальный Фестиваль в Каунасе (Литва), Arpeggione (Австрия), Фестиваль «Возвращение», Музыкальный Фестиваль в Бергене (Норвегия), фестиваль «Моцарт и Чайковский» в Тель-Авиве и Париже, Musica in Villa в Италии и других. 
В возрасте 11 лет Юрий Ревич выступил с финским симфоническим оркестром Ristavesi под управлением Т. Погани, с которым исполнил Второй концерт для скрипки с оркестром Н. Паганини. С тех пор музыкант регулярно выступает в России и за рубежом. 
Выступал с Российским национальным оркестром под управлением М. Плетнёва, с «Солистами Москвы» под управлением Ю. Башмета, с Госоркестром им. Е. Светланова, с Московским Филармоническим Оркестром, с Загребскими Солистами, Северно-Западной Филармонией Германии, Il Pomeriggi Musicale Milano, Берлинская Камерата, с Немецко-грузинским камерным оркестром под управлением Л. Исакадзе, с камерным оркестром Kremlin под управлением М. Рахлевского, с оркестром «Гнесинские виртуозы» под управлением М.  Хохлова, оркестрами филармоний разных городов России. 
Играет в ансамбле с Л. Исакадзе, Б. Бровцыным, М. Майским, Л. Даттоном, Г. Хофманом, Д. Трифоновым, Р. Дюбуоном, Н. Коганом, Е. Тонхой и др. 
Юрий Ревич является лауреатом международных конкурсов камерной музыки — «Дни Бетховена в Москве», «Новые Имена» и «Возвращение», обладателем национальной премии Патриарха Алексия Второго «Рождественская звезда», обладателем медали «За благородные дела во славу Отечества». В 2005, 2010−2012 году он стипендиат Фонда М. Ростроповича. Так же принимал участие в программах фонда Гузика. 
В 2008 году Юрий Ревич выступил на скрипках Гварнери дель Джезу «Экс-Макс Росталь» и Страдивари «Герцог Альба». Эту возможность он получил благодаря приглашению Международного общества Страдивари. При посредничестве Фонда Спивакова французский скрипичный мастер Алан Карбонар, вдохновлённый игрой Юрия Ревича, сделал для него именную скрипку и подарил её музыканту. Также выступал на скрипке Гварнери «The King». В настоящее время Юрий играет на скрипке Антонио Страдивари 1709 года, любезно предоставленной семейной коллекцией Го (Сингапур) и является Музыкальным Послом школы Амадеус Вена и Венского центра Бетховена.

## Фотогалерея

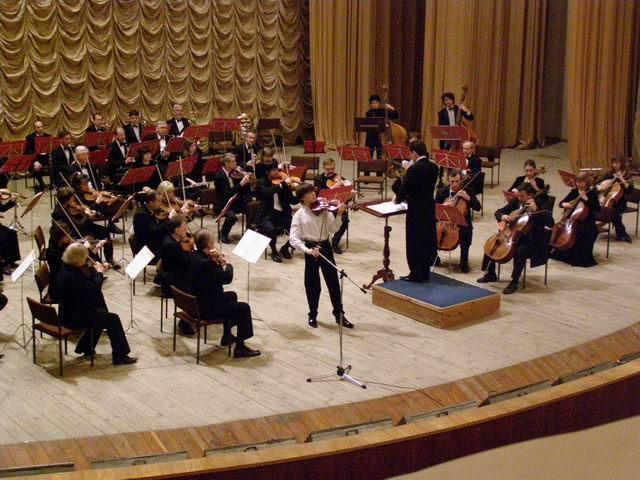